# Абдулла, Мохаммад
Шейх Мохаммад Абдулла (5 декабря 1905 — 8 сентября 1982) — индийский политик, сыгравший центральную роль в политике Джамму и Кашмира. Абдулла был основателем и президентом Все-Джамму-Кашмирской мусульманской конференции (позднее переименованной в Джамму и Кашмирскую национальную конференцию). Он выступал против правления махараджи Хари Сингха и призывал к самоуправлению для Кашмира. Он также известен как Шер-э-Кашмир («Лев Кашмира») и отец штата Джамму и Кашмир («Баба-э-Каум»).
Он служил первым избранным премьер-министром Княжеского штата Джамму и Кашмир и Джамму и Кашмира как штата, а позже был заключен в тюрьму индийским правительством за поддержку повстанцев. 8 августа 1953 года он был незаконно отстранён от должности премьер-министра, и новым премьер-министром был назначен Бакши Гулам Мохаммад. Выражения «Садр-и-Риясат» и «премьер-министр» были заменены терминами «губернатор» и «главный министр» в 1965 году. Шейх Абдулла снова стал главным министром штата после соглашения с Индирой в 1974 году и оставался на этом посту до своей смерти 8 сентября 1982 года.

## Ранние годы
Шейх Абдулла родился 5 декабря 1905 года в Суре, пригороде на окраине Сринагара, через две недели после смерти своего отца, шейха Мохаммеда Ибрагима.
Как он утверждает в своей автобиографии Aatish-e-Chinar, его прадед был Кашмирским индуистским брахманом из клана Сапру, который обратился в ислам под влиянием суфийского проповедника. Его отец был представителем среднего класса, производителем и торговцем кашмирских шалей. Абдулла был младшим из шести братьев и сестер.
Он был впервые принят в традиционную школу или мектеб в 1909 году, когда ему было четыре года, там он научился декламации Корана и некоторым основным персидским текстам, таким как «Гулистан» Саади, «Бустан» и «Падшанама». Затем последовала начальная школа, которой руководил Анджуман Нусрат-уль-Ислам, однако низкие стандарты образования привели к тому, что Абдулла перешел в окружную школу в Висрарнааге. После пяти классов здесь он перешел в государственную среднюю школу, Дилавар Баг. Ему приходилось проходить пешком расстояние в десять миль до школы и обратно, но, по его собственным словам, радость от того, что ему позволили получить школьное образование, делала это легкой работой. Он сдал экзамен на зачисление (12-й уровень) в Панджабском университете в 1922 году.

## Высшее образование
После зачисления он поступил в Колледж Шри Пратапа, ведущий колледж Кашмира. В то время он стремился стать врачом. Однако, поскольку обстоятельства не позволяли, он решил попробовать изучать общие науки в Колледже принца Уэльского в Джамму. Ему отказали в приёме. Затем он поступил в Исламский колледж в Лахоре и окончил его. В 1930 году он получил степень магистра наук по химии в Алигархском мусульманском университете. Политическая деятельность в Лахоре и Алигархе вдохновила его на дальнейшую жизнь.

## Политический активизм

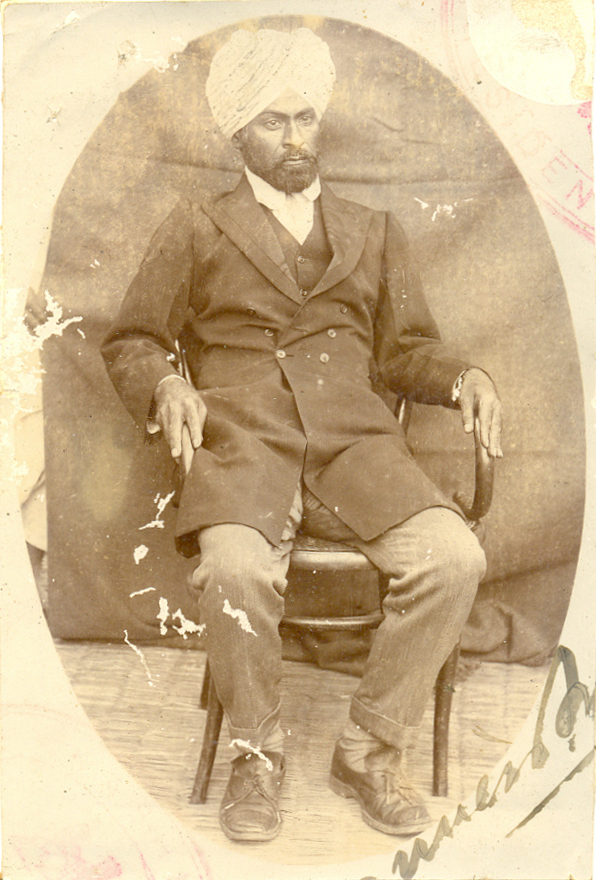
Кашмирский эрудит и юрист Молви Абдулла. Его лекции вдохновили Абдуллу Шейха и другую образованную мусульманскую молодежь на борьбу за справедливость и основные права

Будучи студентом Алигархского мусульманского университета, он познакомился с людьми, разделявшими либеральные и прогрессивистские взгляды, и находился под их влиянием. Он был убеждён, что феодальная система ответственна за бедствия кашмирцев, и, как и все прогрессивные страны мира, Кашмир должен иметь демократически избранное правительство.

### Партия читальни
В 1920-х годах в Сринагаре существовало несколько «читален», которые состояли из образованной молодёжи региона и могли быть созданы только с разрешения правительства. Создание политических объединений в то время было запрещено. В 1922 году Г. А. Ашаи основал Ассоциацию выпускников школы Исламия (читальный зал) с 20 членами в руководстве, включая шейха Абдуллу. В то время Абдулла все еще учился в колледже.
Разрешение на открытие читального зала партии Фатех Кадаль было получено в 1930 году, и шейх Абдулла стал секретарём партии. Во времена Абдуллы читальный зал партии располагался в доме муфтия Зиауддина. Для Абдуллы «открытие читального зала(-ов) было лишь предлогом»; Скорее, это была возможность собраться вместе для обсуждения различных вопросов.
Одним из первых инцидентов, приведших к более широкому признанию партии «Читальный зал» Абдуллы, стало письмо правительству, касающееся кадровой политики правительства. Впоследствии их вызвали для изложения своих взглядов перед Регентским советом  во главе с Дж. Э. К. Уэйкфилдом в октябре 1930 года. Это было одно из первых взаимодействий шейха Абдуллы с правительством, и благоприятное впечатление, которое Абдулла произвел на Уэйкфилда, помогло вывести его имя в центр внимания общественности.

### Мусульманская конференция
На шейха Абдуллу и его коллег большое влияние оказали лекции кашмирского энциклопедиста и юриста Молви Абдуллы.
Молви Сын Абдуллы, Молви Абдул Рахим, шейх Абдулла и Гулам Наби Гилкар были первыми тремя образованными молодыми кашмирцами, арестованными во время народных волнений 1931 года.

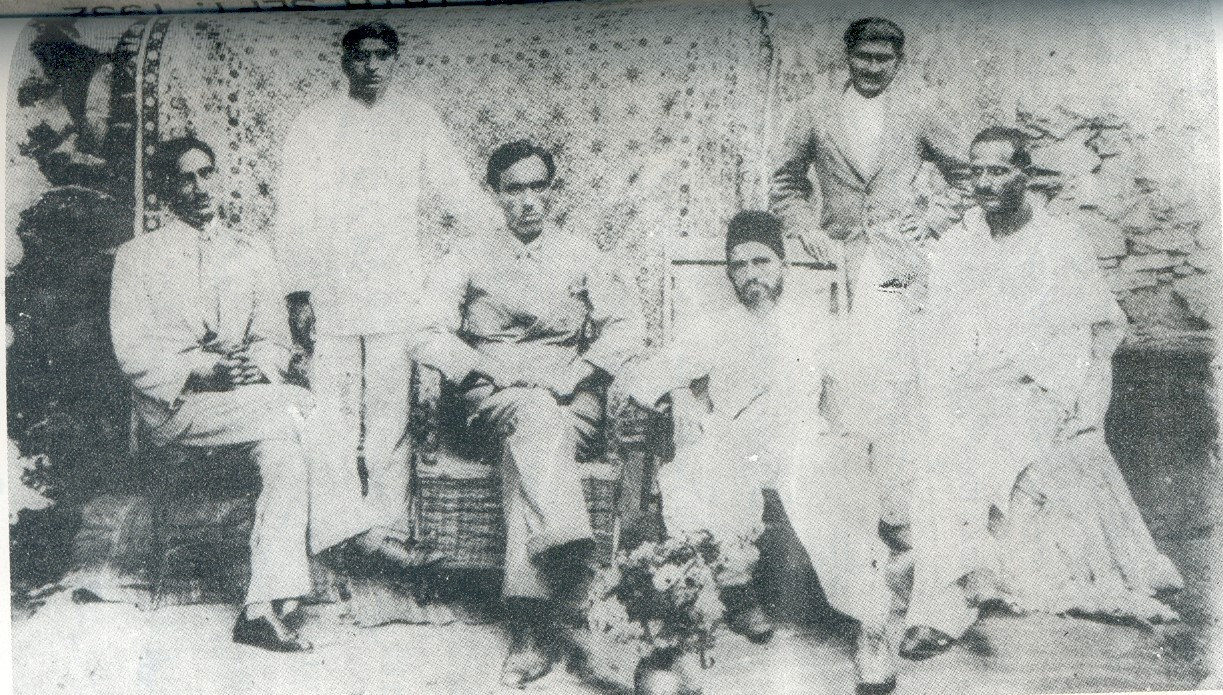
Шейх Абдулла с другими лидерами волнений 1931 года. Слева направо, сидят: Чаудхари Гулам Аббас, шейх Абдулла, Мистри Якуб Али, Сардар Гохар Рехман. Стоят: Гулам Наби Гилкар, Малви Абдул Рахим.

Первая политическая партия Кашмира, Кашмирская мусульманская конференция с шейхом Абдуллой в качестве президента, Чаудхари Гуламом Аббасом в качестве генерального секретаря и Молви Абдул Рахимом в качестве секретаря, была образована 16 октября 1932 года. В своей президентской речи шейх Абдулла категорически заявил, что Мусульманская конференция была создана для борьбы за права всех угнетённых слоёв общества, а не только мусульман. Она не является общинной партией и будет бороться за права угнетённых, будь то индуисты, мусульмане или сикхи, с одинаковым рвением. Он подтвердил, что борьба кашмирцев не была межобщинной.
В марте 1933 года Мусульманская конференция учредила комитет, в который вошли Молви Абдулла и девять других членов, для установления контактов с немусульманскими партиями и изучения возможности создания совместной организации. В состав комитета вошли Ходжа Саад-уд-дин Шаль, Ходжа Хасан Шах Накшбанди, Мирвайз Кашмир, Молви Ахмад-Улла, Мирвайз Хамадани, Ага Сайид Хуссейн Шах Джалали, муфтий Шариф-уд-дин, Молви Атик-Улла и Хаджи Джафар-хан. По словам Абдуллы Шейха, эта попытка не увенчалась успехом из-за негативного восприятия идеи немусульманскими партиями. Шейх Абдулла вёл кампанию за изменение названия Мусульманской конференции на Национальную конференцию, в том числе под влиянием Джавахарлала Неру. После продолжительной и энергичной кампании специальная сессия Мусульманской конференции, состоявшаяся в июне 1939 года, проголосовала за изменение названия партии на Национальную конференцию. Из 176 членов, присутствовавших на сессии, 172 проголосовали за резолюцию. По словам шейха Абдуллы, поддержка Чаудхари Гулама Аббаса из Джамму сыграла очень важную роль в мотивации членов проголосовать за это изменение.

### Избирательная политика
В результате волнений 1931 года махараджа назначил Комиссию по рассмотрению жалоб во главе с англичанином Б. Дж. Глэнси, которая представила свой доклад в марте 1932 года. Впоследствии Конференция по конституционным реформам, также под председательством Б. Дж. Глэнси, рекомендовала создать выборное Законодательное собрание (Праджа Сабха). В результате в 1934 году была учреждена Праджа Сабха с 33 выборными и 42 назначаемыми членами, избираемыми на основе отдельных избирательных округов для индуистов и мусульман. Женщины и неграмотные мужчины, не имевшие достаточного имущества, титула или годового дохода менее 400 рупий, не имели права голоса. Примерно менее 10% населения (по данным судьи Ананда, только 3%) имели право голоса.
Даже после формирования Праджа Сабхи в 1934 году в соответствии с рекомендацией Комиссии реальная власть продолжала оставаться в руках махараджи.
Семнадцать лет спустя, в 1951 году, правительство Кашмира во главе с шейхом Абдуллой в качестве премьер-министра провело выборы в учредительное собрание на основе всеобщего избирательного права для взрослых. Правительство шейха Абдуллы обвинялось в фальсификации результатов выборов в Учредительное собрание.

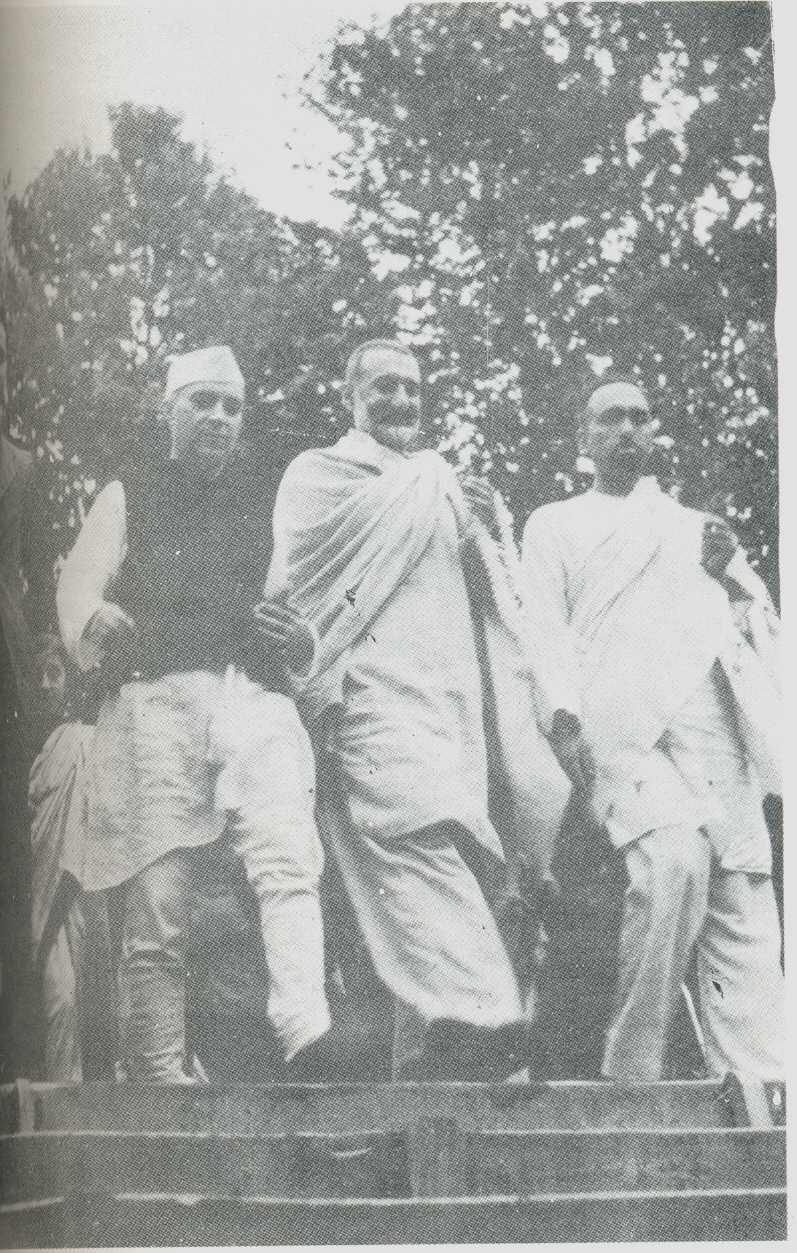
Шейх Абдулла с Джавахарлалом Неру и Бадшах Ханом (в центре) в саду Шалимар в 1945 году

Шейх Абдулла был представлен Джавахарлалу Неру в 1937 году, и, будучи одним из лидеров Индийского национального конгресса, он также требовал аналогичных прав для жителей Британской Индии и сформировал Конференцию народов всех штатов Индии (AISPC) за поддержку народов так называемых туземных княжеств в их борьбе за представительное правительство они стали друзьями и политическими союзниками.

### Национальная конференция
24 июня 1938 года он внес на рассмотрение рабочего комитета Мусульманской конференции резолюцию об изменении её названия на Национальную конференцию, чтобы позволить людям из всех общин присоединиться к борьбе против автократического правления Махараджи. Тем временем он вместе со своими либеральными прогрессивными друзьями, многие из которых не были мусульманами, такими как Кашьяп Бандху, Джиа Лал Килам, Пандит Судама Сидха, Прем Натх Базаз и Сардар Будх Сингх, составил проект Национальных требований, предшественника знаменитого Манифеста Ная Кашмир (Нового Кашмира) (который представлял собой хартию требований о предоставлении демократической конституции, направленной на благо простых людей Кашмир).
Он представил эти требования махарадже в речи 28 августа 1938 года. Махараджа не пожелал принять эти требования, и поэтому он вместе со многими своими соратниками был арестован за нарушение запретительных приказов и приговорён к шести месяцам тюремного заключения и штрафу. Его арест вызвал общественные волнения, в ходе которых добровольцы, называвшиеся «диктаторами» (так их называли, поскольку они имели право нарушать законы, что было запрещено обычным законопослушным членам партии), добивались ареста. Эти волнения были прекращены по апелляции Мохандаса К. Ганди. Он был освобождён после отбытия наказания 24 февраля 1939 года и по возвращении был оказан пышный приём жителями Шринагара. На приёме прозвучали речи, подчёркивавшие важность единства между индуистами, мусульманами и сикхами. Впоследствии резолюция о переименовании Мусульманской конференции в Национальную конференцию была ратифицирована подавляющим большинством голосов Генеральным советом Мусульманской конференции 11 июня 1939 года, и с этого дня Мусульманская конференция стала называться Национальной конференцией.

### Агитация за выход из Кашмира
В мае 1946 года шейх Абдулла начал кампанию за выход из Кашмира против махараджи Хари Сингха, был арестован и приговорён к трём годам тюремного заключения, но освобождён только шестнадцать месяцев спустя, 29 сентября 1947 года.

## Глава Правительство

### Глава чрезвычайной администрации

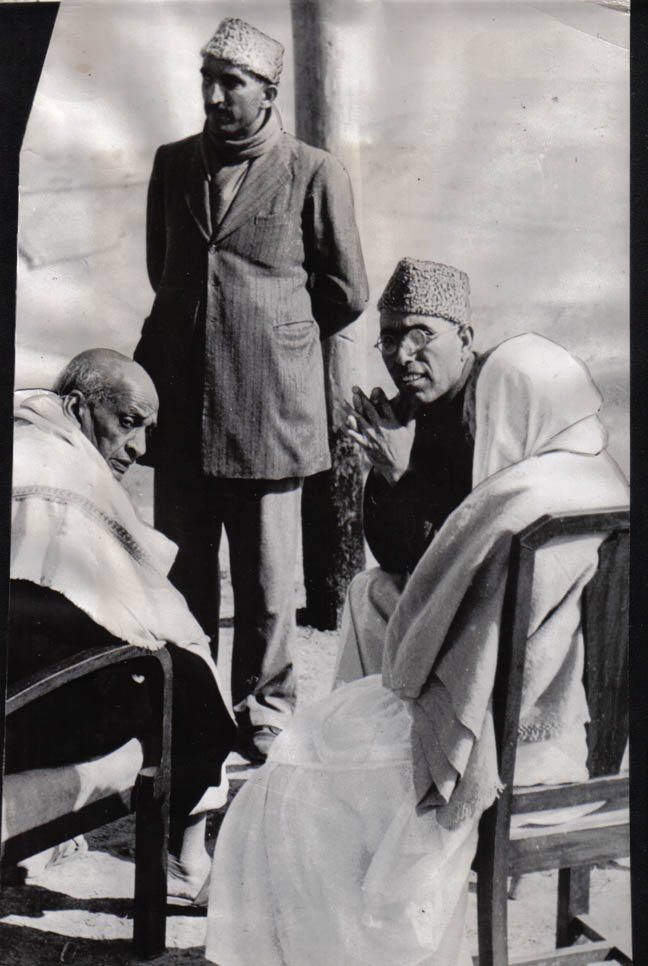
Шейх Мохаммед Абдулла (справа), избранный главой временного правительства в Кашмире, совещается с Сардаром Пателем, заместителем премьер-министра Индии. Стоит Бакши Гулам Мохаммад. 1949

Махараджа Хари Сингх обратился к лорду Маунтбеттену, генерал-губернатору Индии с просьбой о военной помощи со стороны Индии. В своём предложении о присоединении от 26 октября 1947 года, которое прилагалось к Документу о присоединении, должным образом подписанному им 26 октября 1947 года, махараджа Хари Сингх написал: «Я также могу сообщить правительству Вашего Превосходительства о моём намерении немедленно сформировать временное правительство и поручить шейху Абдулле взять на себя обязанности…»
Лорд Маунтбеттен принял присоединение после заседания Комитета по обороне 26 октября 1947 года. Принимая присоединение безоговорочно, он написал: «Настоящим я принимаю этот Документ о присоединении. Датирован двадцать седьмым октября тысяча девятьсот сорок седьмого года». В сопроводительном письме Хари Сингху он написал: «В соответствии с их политикой, согласно которой в случае любого штата, где вопрос о присоединении является предметом спора, вопрос о присоединении должен решаться в соответствии с пожеланиями народа штата, моё правительство желает, чтобы, как только в Кашмире будут восстановлены закон и порядок и его территория будет очищена от захватчиков, вопрос о присоединении штата был решён путём обращения к народу». Также в своём письме махарадже лорд Маунтбеттен написал: «Моё правительство и я с удовлетворением отмечаем, что Ваше Высочество решили пригласить шейха Абдуллу сформировать временное правительство для работы с Вашим премьер-министром». Поддержка Махатмы Ганди и премьер-министра Джавахарлала Неру сыграла ключевую роль в назначении шейха Абдуллы главой чрезвычайной администрации махараджей.
В результате шейх Абдулла был назначен главой чрезвычайной администрации распоряжением махараджи, который не имел даты, за исключением упоминания октября 1947 года вместо даты. Он вступил в должность главы Чрезвычайного управления 30 октября 1947 года.
Он собрал отряд местных кашмирских добровольцев для патрулирования Шринагара и взял под свой контроль управление после бегства махараджи вместе с семьёй и премьер-министром Мехером Чандом Махаджаном в Джамму ещё до высадки индийских войск. Эта группа добровольцев стала ядром для последующего формирования ополчения Джамму и Кашмира. Шейх Абдулла надеялся, что оно возьмёт на себя оборону Кашмира после вывода индийской армии. Это было ясно изложено в его письме Сардару Пателю от 7 октября 1948 года, в котором он писал: «С принятием индийским правительством контроля над государственными силами было решено предпринять шаги по реорганизации и восстановлению нашей армии, чтобы после окончания нынешнего чрезвычайного положения и вывода индийских войск у штата осталась собственная хорошо организованная армия, на которую можно было бы опереться». (Шейх Абдулла утверждал, что большинство мусульманских солдат ополчения были либо уволены, либо заключены в тюрьму до его ареста в 1953 году. Ополчение (получившее название бригады Даган) было преобразовано из государственного ополчения в регулярное подразделение индийской армии 2 декабря 1972 года и переименовано в Джамму-Кашмирский легкий пехотный полк).
Шейх Абдулла выступил в Совете Безопасности ООН 5 февраля 1948 года со следующим заявлением:
В то время как [племенные] налётчики пришли на нашу землю, вырезали тысячи людей — в основном индуистов и сикхов, но также и мусульман, — похитили тысячи девушек, как индуисток, так и сикхов, и мусульманок, разграбили наше имущество и почти достигли ворот нашей летней столицы, Шринагара, результатом стало то, что гражданское, военное и полицейское управление потерпело неудачу. Махараджа глубокой ночью покинул столицу вместе со своими придворными, что привело к абсолютной панике. Некому было взять управление на себя. В этот кризисный час Национальная конференция выступила с 10 000 добровольцев и взяла на себя управление [Кашмиром].

## Возвращение к активизму

### Арест и освобождение
8 августа 1953 года он был уволен с поста премьер-министра тогдашним Садр-и-Риясат (конституционным главой государства) доктором Караном Сингхом, сыном бывшего махараджи Хари Сингха, по обвинению в том, что он потерял доверие своего кабинета (не палаты). Ему было отказано в возможности доказать наличие поддержки большинства на пленарном заседании палаты, и его министр кабинета-диссидента Бакши Гулам Мохаммед был назначен премьер-министром. Шейх Абдулла был немедленно арестован и позже заключен в тюрьму на одиннадцать лет, обвинен в заговоре против государства в печально известном «Дело о заговоре в Кашмире».
По словам шейха Абдуллы, его отстранение от должности и арест были организованы центральным правительством во главе с премьер-министром Джавахарлалом Неру. Он цитировал высказывания Б. Н. Малликса в своей книге «Мои годы с Неру» в поддержку своего заявления. А. Г. Нурани в своей статье в Frontline поддерживает эту точку зрения, поскольку, по его словам, Неру сам отдал приказ об аресте. 8 апреля 1964 года правительство штата сняло все обвинения по так называемому «делу о заговоре в Кашмире». Шейх Абдулла был освобождён и вернулся в Шринагар, где ему был оказан беспрецедентный приём жителями долины.
После освобождения он примирился с Неру. Неру попросил шейха Абдуллу выступить в качестве моста между Индией и Пакистаном и убедить президента Аюба согласиться приехать в Нью-Дели для переговоров об окончательном решении кашмирской проблемы. Президент Аюб Хан также направил Неру и шейху Абдулле телеграммы с сообщением о том, что, поскольку Пакистан также является стороной в споре о Кашмире, любое разрешение конфликта без его участия не будет… быть приемлемым для Пакистана. Это открыло путь для визита шейха Абдуллы в Пакистан для содействия решению кашмирской проблемы.
Шейх Абдулла отправился в Пакистан весной 1964 года. Президент Пакистана Аюб Хан провел с ним обширные переговоры, чтобы изучить различные пути решения кашмирской проблемы, и согласился приехать в Дели в середине июня для переговоров с Неру, как он и предлагал. Даже дата его предполагаемого визита была назначена и сообщена в Нью-Дели. Однако, прежде чем Аюб Хан смог совершить свой визит, Неру скончался 27 мая 1964 года. Шейх был на пути в Музаффарабад в Кашмире, находящемся под управлением Пакистана, когда получил эту новость. Он выступил на митинге в Музаффарабаде в пакистанском Кашмире и вернулся в Дели. По его предложению президент Аюб Хан отправил высокопоставленную пакистанскую делегацию во главе с министром иностранных дел Зульфикаром Али Бхутто вместе с ним для участия в церемонии погребения Джавахарлала Неру.
После смерти Неру в 1964 году шейх Абдулла был вновь интернирован с 1965 по 1968 год. Интернирование было проведено по приказу Лала Бахадура Шастри и продолжено Индирой Ганди. Фронт плебисцита также был запрещен. Это было сделано якобы для того, чтобы помешать ему и поддерживаемому им Фронту плебисцита участвовать в выборах в Кашмир. Он снова был изгнан из Кашмира в 1971–72 годах на 18 месяцев, в течение которых разразилась индо-пакистанская война 1971 года.

### После индо-пакистанской войны и создания Бангладеш

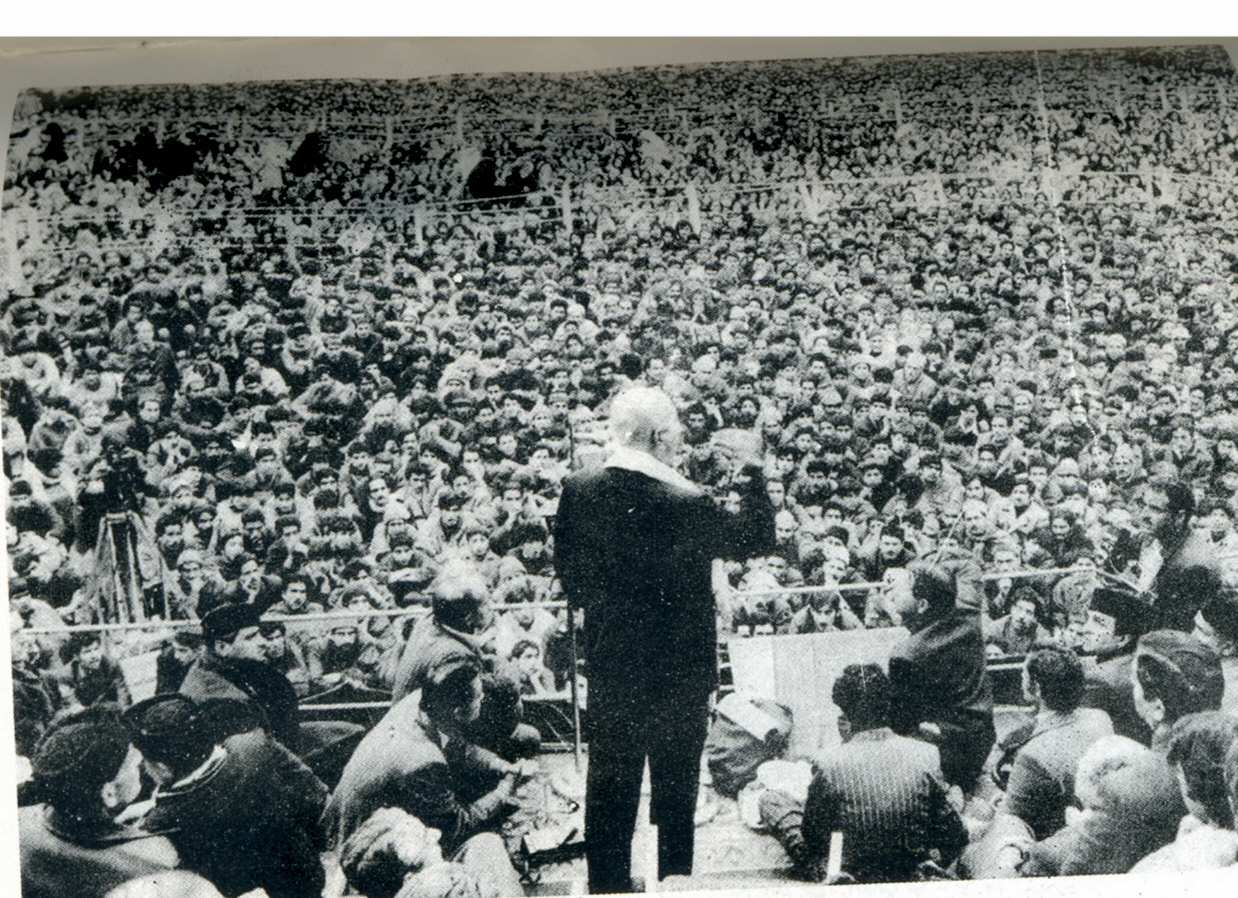
Шейх Абдулла выступает перед собравшимися на площади Лал Чоук в Сринагаре в 1975 году

В 1971 году в некогда Восточном Пакистане вспыхнула Война за независимость Бангладеш между Пакистаном и силами будущей Бангладеш, к этой воуне позже присоединилась Индия. Затем началась война на западной границе Индии между Индией и Пакистаном, итогом этих двух войн было создание Бангладеш.
С годами, особенно после индо-пакистанской войны 1971 года и последующего Симлского соглашения 1972 года, внимание к плебисциту ослабло. Политические реалии сместились в сторону сохранения статус-кво, при этом Индия и Пакистан управляли своими частями Кашмира. Политический климат в Джамму и Кашмире также изменился: появились новые лидеры и партии, а Национальная конференция (НК) утратила своё доминирующее положение. Кроме того, это подтверждается тем фактом, что его партия, получившая 70 из 75 мест на выборах в органы власти штата в 1962 году, получила всего 8 мест в 1967 году и 0 мест на выборах 1972 года.
Соглашение Индиры и Шейха 1975 года стало результатом продолжительных переговоров, в ходе которых шейх Абдулла согласился занять пост главного министра в соответствии с Конституцией Индии, фактически отказавшись от требования проведения плебисцита. Он стал главным министром при поддержке ИНК, который имел 61 из 75 мест в собрании, в то время как у ДКНК не было ни одного.

## Возвращение к власти

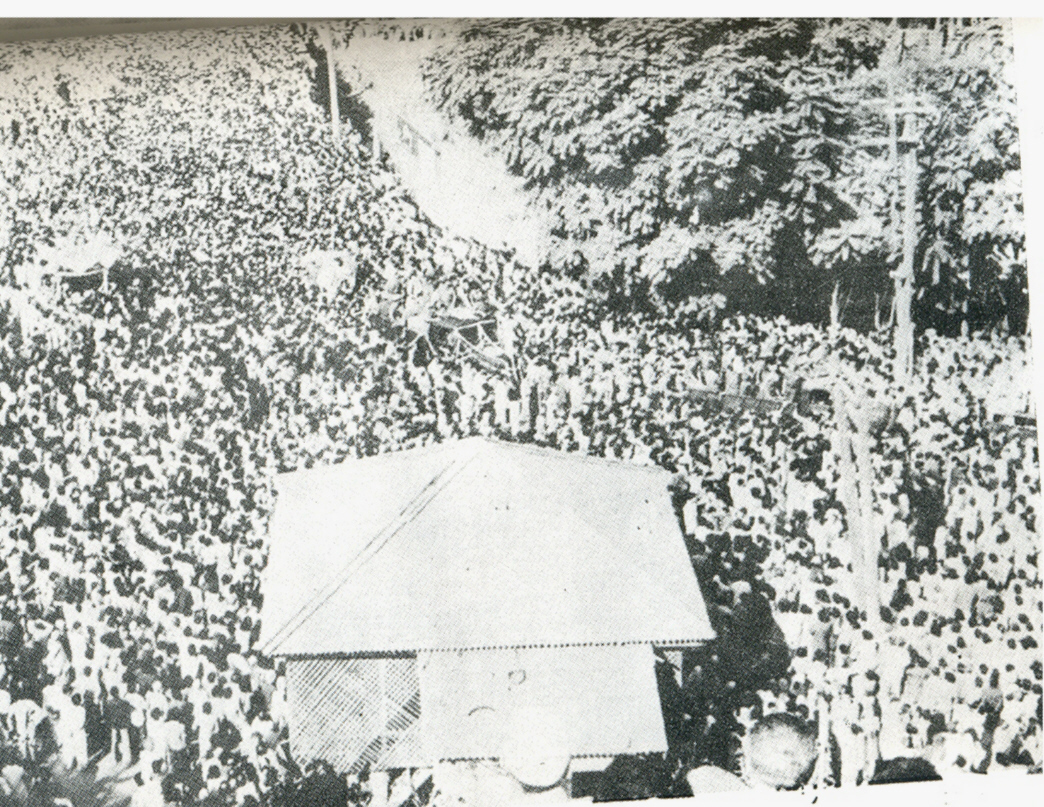
Похоронная процессия шейха Абдуллы

Он занял пост главного министра Джамму и Кашмира. Центральное правительство и правящая партия Конгресс лишили его поддержки, в результате чего пришлось распустить Государственную ассамблею и назначить промежуточные выборы.
Национальная конференция получила подавляющее большинство голосов на последующих выборах и переизбрала шейха Абдуллу главным министром. Он оставался главным министром до своей смерти в 1982 году.
Абдуллу описывают как высокго мужчину ростом 193 см или 198 см. ОН свободно владел как кашмирским, так и урду. Его биография на урду под названием «Атиш-и-Чинар» была написана известным кашмирским автором М. Ю. Таингом и опубликована после смерти шейха Абдуллы. Её часто называют автобиографией, поскольку Таинг утверждал, что выступал лишь в роли секретаря. Книга основана на обширных интервью Таинга с шейхом Абдуллой и содержит ценную информацию о семейном происхождении шейха Абдуллы, его ранних годах, закулисных наблюдениях за событиями в Кашмире в переломный момент его истории и его взгляде на политические события в Кашмире, в которых он сам сыграл центральную роль.
После его смерти его старший сын, доктор Фарук Абдулла, был избран главным министром штата.

## Личная жизнь
В 1933 году он женился на Акбар Джахан, дочери словако-британца Майкла Гарри Неду и его жены, мусульманки-гуджарки Мирджан. Майкл Гарри Неду был владельцем отелей в Гульмарге и Сринагаре. Писатель Тарик Али утверждает, что Абдулла был вторым мужем Акбар Джахан.

## Комментарии

### Пакистанский взгляд
Правительство Пакистана в 1947 году считало Абдуллу и его партию агентами Неру и не признавало его лидерство в Кашмире. Он выступал против пакистанского правительства в ООН, сравнивая его с правлением Гитлера, а также поддерживал позицию Индии по Джамму и Кашмиру. Однако со временем позиция Пакистана изменилась. Когда он посетил Пакистан в 1964 году, он был оказан восторженный приём пакистанским народом. Среди принявших его был Чаудхари Гулам Аббас, его бывший коллега, а затем политический противник, который ранее в своей книге «Кашмакаш» осудил шейха Абдуллу, назвав его предателем и отступником. Чаудхари Гулам Аббас обнял его и в своей речи назвал одним из величайших лидеров субконтинента и великим благодетелем мусульман этого субконтинента. Президент Айюб Хан и его тогдашний министр иностранных дел Зульфикар Али Бхутто обсудили с ним проблему Кашмира. Правительство Пакистана принимало его как государственного гостя. Шейх Абдулла удостоился редкой чести быть удостоенным хвалебных стихов, написанных тремя выдающимися пакистанскими поэтами на урду: Хафизом Джулландхри, Джошем и Файзом Ахмедом Фаизом, которые восхищались его борьбой с несправедливостью и за демократические права простого человека на протяжении всей его жизни.

## Наследие
Наряду с Бакши Гуламом Мохаммедом, шейх Абдулла был назван «архитектором современного Кашмира».
Годовщина рождения Абдуллы была государственным праздником в штате до 2019 года. Название «Шер-и-Кашмир» было исключено из ряда мест, включая конференц-зал, государственную награду и полицейскую медаль. В его честь назван ряд учреждений и зданий, например, Шер-и-Кашмирский университет сельскохозяйственных наук и технологий Кашмира в Кашмире и Джамму, Шер-и-Кашмирский институт медицинских наук и Стадион Шер-и-Кашмир. Также было объявлено об изменении названия стадиона, однако оно еще не реализовано.

## В массовой культуре
«Пламя Чинара» — индийский полнометражный документальный фильм 1998 года режиссёра Зула Веллани, рассказывающий о жизни и творчестве шейха Мохаммада Абдуллы. Фильм был подготовлен Подразделением по кинематографии Правительства Индии. Ананг Десаи сыграл Абдуллу в индийском документальном телесериале 2013 года Pradhanmantri, в котором рассказывалось о сроках полномочий индийских премьер-министров.

## Комментарии
1. ↑  Регентский совет представлял государство в отсутствие короля.
2. ↑  Али утверждал, что в 1928 году она вышла замуж за араба Карам-шаха, который исчез после того, как газета Калькутта «Liberty» сообщила, что на самом деле он был Т. Э. Лоуренсом (Лоуренсом Аравийским)[78], офицером британской разведки. Он утверждает, что Акбар Джахан развелась со своим первым мужем в 1929 году[79].